# McLaren 600LT
La 600LT est une supercar du constructeur automobile britannique McLaren Automotive, produite à partir de 2018 et basée sur la McLaren 570S. Elle est le troisième modèle Long Tail (longue queue) du constructeur et la version la plus puissante de la famille des « Sports Series » avant l'arrivée de la McLaren 620R.

## Présentation

### Coupé
Elle est présentée à la presse le 28 juin 2018 puis fait sa première exposition publique le 12 juillet 2018 au festival de Goodwood, au Royaume-Uni. Elle est produite à partir d'octobre 2018 et commercialisée au tarif de 232 000 €.

### Spider

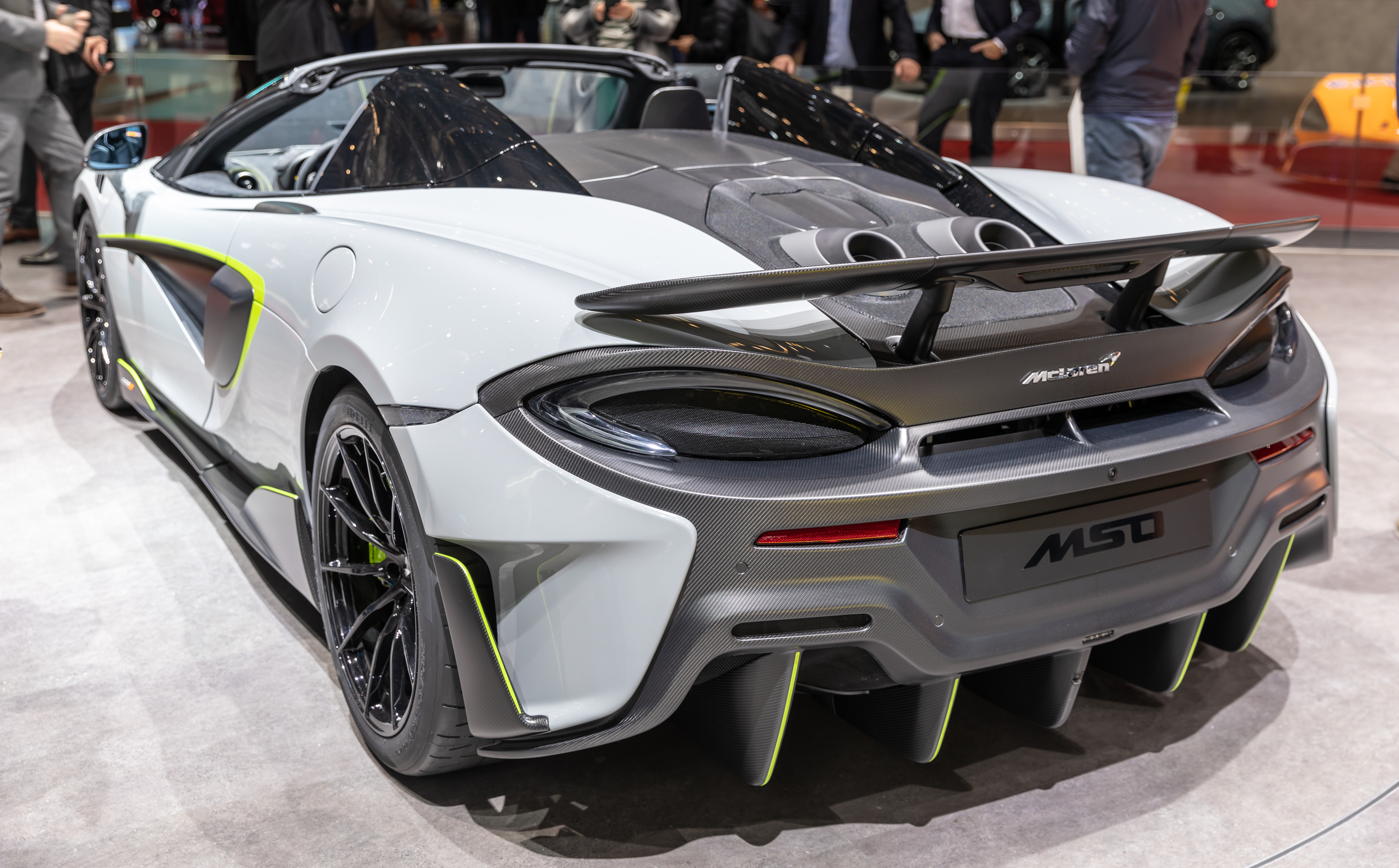
McLaren 600LT Spider.

La version Spider de la 600LT est présentée le 16 janvier 2019. Celle-ci conserve les sorties d'échappement au dessus du moteur en partie centrale arrière dirigées vers l'aileron.

#### Collection Pikes Peak
La Collection Pikes Peak est une série spéciale de six McLaren 600LT Spider équipées du pack MSO Club Sport et commandées par McLaren Denver aux États-Unis. Elles présentent chacune une teinte de carrosserie différente (Black Gold, White Gold, Nerello Red, Volcano Red, Aurora Blue et Midas Grey) et reçoivent des jantes or satiné.

## Caractéristiques techniques
La 600LT repose sur la 570S, avec 77 % de pièces communes. L'aérodynamique a été retravaillée sur la partie arrière en développant un nouveau diffuseur et en installant un aileron fixe qui allonge la "queue" de 74 mm. Ceux-ci, ainsi que la jupe avant, le toit et les bas de caisse latéraux sont en fibre de carbone, tandis que ses sièges proviennent de sa grande sœur la McLaren P1. Il est également possible en option d'opter pour les sièges en carbone de la McLaren Senna réduisant le poids de 25 kg. Elle peut aussi recevoir deux packs développés par le département McLaren Special Operations (MSO Clubsport et MSO Clubsport Pro) pour encore alléger la voiture.
Une des caractéristiques spécifique de la 600LT est sa double sortie d'échappement arrière sortant du compartiment moteur vers le haut de l'aileron, et la Long Tail (queue longue) est dotée de portes en élytre.
La sportive de McLaren est équipée d'un écran tactile central alors que, pour confiner le poids, la climatisation, la radio et le système de navigation restent des options.

### Motorisation
La McLaren 600 LT reprend le moteur V8 3,8 litres porté à 600 ch, soit 30 ch de plus et 96 kg de moins que la 570S.
|                                                      | 600LT 3.8 V8 600                        |
| ---------------------------------------------------- | --------------------------------------- |
| Moteur                                               | V8                                      |
| Admission                                            | Bi-Turbocompressé                       |
| Cylindrée (cm3)                                      | 3 799                                   |
| Puissance maxi ch (kW)                               | 600                                     |
| au régime de (tr/min)                                | 7 500                                   |
| Couple maximal (N m)                                 | 620                                     |
| au régime de (tr/min)                                | 5 000 à 6 500                           |
| Boîte de vitesses                                    | Robotisée à double embrayage 7 rapports |
| Transmission                                         | Aux roues arrière                       |
| Vitesse maximale (en km/h)                           | 328                                     |
| 0-100 km/h (en s)                                    | 2,9                                     |
| 0-200 km/h (en s)                                    | 8,2                                     |
| 0-300 km/h (en s)                                    | 24,9                                    |
| Consommation (en L/100 km) urbain/extra-urbain/mixte | 16,3/9,1/12,2 (WLTP)                    |
| Émissions de CO2 (en g/km)                           | 276                                     |
| Masse à vide (kg EU)                                 | 1 247 à sec 1 356 avec fluides          |
| Capacité du réservoir (L)                            | 72                                      |
| Norme environnementale                               | Euro 6                                  |